# Șipote (gmina w okręgu Jassy)
Șipote – gmina w Rumunii, w okręgu Jassy. Obejmuje miejscowości Chișcăreni, Hălceni, Iazu Nou, Iazu Vechi, Mitoc i Șipote. W 2011 roku liczyła 5384 mieszkańców.